# Ilirski pokret
Ilirski pokret naziv je za politički pokret koji se, u ozračju hrvatskog narodnog preporoda razvio najprije u Hrvatskoj, a kao svoj cilj imao je kulturno i političko jedinstvo svih „Ilira”, to jest južnih Slavena. Pokret je trajao od 1830. do 1843.

## Glavne odrednice pokreta
Ilirski pokret nastao je pod utjecajem djela slovačkoga preporoditelja Jana Kollára o slavenskom jedinstvu – panslavizmu. Sam pojam „ilirski” preuzet je iz humanističke historiografije, a trebao je dokazati da su Slaveni autohton narod na tom prostoru. Tako je „ilirski” postao sinonim za „južnoslavenski”. Prema Kolláru svi su Slaveni jedan narod s četiri narječja: ruskim, češkim, poljskim i ilirskim. Jedinstveni književni jezik, utemeljen na staroj dubrovačkoj književnosti, viđen je kao glavna odrednica toga jedinstva.
Ilirski pokret je istoznačnica za hrvatski narodni preporod u prvoj polovici 19. stoljeća, nazvan prema ilirskoj ideji. Temeljni cilj pokreta bio je buđenje hrvatske nacionalne svijesti i stvaranje hrvatske nacionalne osobnosti. U otežanim državno-političkim uvjetima njemačke i mađarske prevlasti, pokret je stavljao razvoj hrvatske nacije u širi, slavenski okvir.
Južnoslavensku nacionalnu cjelinu pokret je nazivao ilirskom polazeći od hrvatske kulturne tradicije i predodžbe o južnoslavenskim narodima kao potomcima nekadašnjih ilirskih plemena. Ilirska ideja imala je za cilj i suzbijanje postojećih hrvatskih državnih i regionalnih usitnjenosti i podjela (kajkavski korpus u sjevernoj Hrvatskoj, Slavonija i Dalmacija), kao i otpor već tada izraženoj srpskoj nacionalnoj ideologiji koja je hrvatsko kajkavsko područje ubrajala u slovenski, a štokavsko u srpski nacionalni korpus. 
Zasade ilirskoga pokreta prihvatio je dio pravoslavnoga žiteljstva u Hrvatskoj, kao i dio Slovenaca u Koruškoj i Štajerskoj, ali nisu i središnja područja srpskog i slovenskog nacionalnoga pokreta. Ilirski pokret sastavni je dio procesa postupnog oblikovanja hrvatske nacije i njezina identiteta te je svojim postignućima u velikoj mjeri utjecao na hrvatski preporodni razvoj u 19. stoljeću.

## Tijek pokreta
Vođa ilirskog pokreta bio je Ljudevit Gaj koji 1835. objavljuje prvi broj Novina horvatzkih s književnim podliskom Danica Horvatzka, Slavonzka y Dalmatinska u kojem su objavljivani domoljubni tekstovi, najčešće budnice i davorije. Već sljedeće godine (1836.) novine mijenjaju naziv u Novine ilirske, a podlistak se zove Danica ilirska. Godine 1838. Gaj dobiva dozvolu za otvaranje tiskare. Važnu su ulogu u širenju pokreta imale „ilirske čitaonice”, a prva je otvorena Ilirska čitaonica u Zagrebu. Po uzoru na Maticu srpsku, utemeljenu 1826., i u ostalim se slavenskim narodima osnivaju matice s narodnim imenom [Matica češka (1831.), Matica slovačka (1863.), Slovenska matica (1864.)], kao ustanove za promicanje narodne svijesti i kulture. Pod utjecajem ilirskih ideja, 10. veljače 1842. grof Janko Drašković predlaže utemeljenje Matice ilirske, koja je do 1850. djelovala u okviru Ilirske čitaonice u Zagrebu.
Dio plemićke i crkvene elite u Hrvatskoj pristupio je Ilirskom pokretu, a snažnu legitimaciju je pokret zadobio 1840. godine pristupanjem grofa Lavala Nugenta, tada glavnog vojnog zapovjednika u Hrvatskoj.
Pokret se gasi 1843., kad je bečki dvor, u strahu od jedinstvenog nastupanja južnih Slavena unutar Monarhije, zabranio uporabu ilirskog imena. Nastavlja se, međutim, hrvatski narodni preporod, a ustanove i izdanja koja su nosila ilirsko ime, odsada će se nazivati hrvatskima.
Tijekom građanskog rata 1848. godine pobornici Ilirskog pokreta su odigrali važnu ulogu, a njihove ideje su velikim dijelom prihvaćene kao zajedničke ideje političkog hrvatsva.

## Ilirski pokret u Sloveniji
Ilirski pokret s većim je ili manjim entuzijazmom prihvaćen i kod susjednih naroda. Od Slovenaca osobiti je utjecaj ilirski pokret imao u graničnim pokrajinama, Štajerskoj i Koruškoj, a veliki zagovornik ilirizma bio je Stanko Vraz, koji se međutim 1837. odvojio od slovenskih iliraca i pridružio hrvatskima, to jest Ljudevitu Gaju. Na to ga je potaklo razmišljanje da je Slovencima potrebno snažno zaleđe kako bi se mogli oduprijeti germanizaciji. Stoga je predlagao da se u višoj kulturi rabi „ilirski jezik”, a u jednostavnijim spisima slovenski jezik. Tu je naišao na snažan otpor France Prešerena.

## Ilirski pokret među Srbima
Među Srbima ilirski pokret nije doživio veći uspjeh. Premda su nakon zabrane ilirskoga imena ilirci počeli objavljivati list „Branislav“ u Beogradu (1844.), srpski intelektualci ne pokazuju interes za ilirske ideje. Kneževina Srbija sve se više osamostaljivala, pa su se i vođe srpskoga naroda u Habsburškoj Monarhiji sve više okretali prema Beogradu.